# Jarek Elías
Jarek Elías Alegría (LIma, 16 de enero de 2004) es un futbolista peruano. Juega como mediocentro y su equipo actual es el Deportivo Coopsol de la Liga 2 del Perú.

## Trayectoria
Elías realizó todas las divisiones menores en Universitario de Deportes.

### Universitario de Deportes
A inicios del 2024 fue promovido al plantel principal por pedido del argentino Fabián Bustos.Ese mismo año firmaría su primer contrato profesional hasta finales del 2025. Fue parte del plantel que logró el bicampeonato nacional.
Para el 2025 no iba a tener oportunidades en el plantel principal, por lo cual, fue cedido a préstamo por toda la temporada al Deportivo Coopsol para afrontar la Liga 2 2025. En la fecha 2 de la primera rueda de la Liga 2, se da su debut profesional frente a Bentín Tacna Heroíca, partido que perdió por 2 a 0.

## Clubes
| Club                         | País | Año           |
| ---------------------------- | ---- | ------------- |
| Universitario de Deportes    | Perú | 2024          |
| Deportivo Coopsol (préstamo) | Perú | 2025-presente |

## Palmarés

### Torneos Cortos
| Título          | Club                      | País | Año  |
| --------------- | ------------------------- | ---- | ---- |
| Torneo Apertura | Universitario de Deportes | Perú | 2024 |
| Torneo Clausura | Universitario de Deportes | Perú | 2024 |

### Títulos nacionales
| Título                    | Club                      | País | Año  |
| ------------------------- | ------------------------- | ---- | ---- |
| Primera división del Perú | Universitario de Deportes | Perú | 2024 |